# كلارنس كيني
كلارنس كيني (بالإنجليزية: Clarence Kenney)‏ هو مدير فني أمريكي، ولد في 13 يناير 1882 في ميكيون في الولايات المتحدة، وتوفي في 28 نوفمبر 1950 في هوما في الولايات المتحدة.